# 短吻魣蜥魚
短吻魣蜥魚（学名：Paralepis brevirostris）為輻鰭魚綱仙女魚目帆蜥魚亞目魣蜥魚科的一種，分布於大西洋加納利群島南方及西太平洋菲律賓與南中國海海域，為深海魚類，深度100-600公尺，體長可達24.2公分，棲息在中層水域，生活習性不明。